# Prachtige mango
De prachtige mango (Mangifera magnifica) is een weinig bekende verwant van de mango (Mangifera indica). Het is een tot 50 m hoge, groenblijvende boom. De bladeren zijn stevig-leerachtig, glanzend groen, ei- tot lancetvormig, 12–30 cm lang en 3–8 cm breed. Ze zijn aan de basis afgerond en kort toegespitst. De bladnerven zijn aan de bovenzijde van de bladschijf verzonken en aan de onderzijde uitstekend. De bladsteel is 2 cm lang, van boven vlak en aan de basis sterk verdikt. De losse bloeiwijzen zijn tot 20 cm lang en bevatten vele, kleine, witte bloemen.
De steenvruchten van de prachtige mango zijn stomp getuit, afgevlakt, 5–12 cm lang en 4–10 cm breed. De schil is grijs- of lichtgroen en bruin gespikkeld, glad of licht ruw, zwak glanzend en 2 mm dik. Het vruchtvlees is niet vezelig, wittig, stevig, rijp sappig en 1–3 cm dik. Het smaakt zuur en aromatisch en heeft een lichte terpentijngeur. De steenpit is boonvormig, glanzend wittig en gegroefd. In tegenstelling tot bij andere mangosoorten is de pit van de prachtige mango niet met het vruchtvlees vergroeid.
Onrijpe vruchten worden zoetzuur ingelegd. Rijpe vruchten worden in chutney’s en kruidige sauzen verwerkt.
De prachtige mango komt van nature voor in Zuid-Myanmar, Zuid-Thailand, West-Maleisië en op Sumatra en Borneo.